# Le Père Serge (film, 1945)
Pour les articles homonymes, voir Le Père Serge (homonymie).
Pour plus de détails, voir Fiche technique et Distribution.
Le Père Serge est un film français réalisé par Lucien Ganier-Raymond et sorti en 1945.
Tiré d'une nouvelle de Léon Tolstoï, c'est le premier des deux seuls longs-métrages mis en scène par Lucien Ganier-Raymond. Le réalisateur russe Yakov Protazanov en avait tourné une version muette en 1917.

## Synopsis
Le prince Stéphane Kazatski (Jacques Dumesnil) jeune militaire ambitieux, est fiancé à la belle comtesse Maria (Ariane Borg). Menacé de disgrâce, le beau-père de celle-ci, Kedrov (Louis Salou), envoie Maria plaider sa cause auprès du tsar (Marcel Herrand). Le tsar se laisse fléchir mais abuse de la jeune fille, ce que Maria avoue au prince Stéphane peu de temps avant leur mariage. Le prince rompt leurs fiançailles et devient moine sous le nom du père Serge. Réconfortant les faibles et les malades, il acquiert une réputation de saint homme et se mutile (il se coupe un doigt) plutôt que de succomber à une belle tentatrice (Mila Parély). Apprenant que Maria est mourante, il quitte tout et se précipite à son chevet. Désespéré après la mort de Maria, il se laisse tuer au cours d’un duel.

## Fiche technique
Sources : IMDb et BiFi.fr
- Titre français : Le Père Serge
- Réalisation : Lucien Ganier-Raymond, assisté de Claude Cariven
- Auteur de l'œuvre originale : Léon Tolstoï (Le Père Serge, nouvelle publiée en 1911)
- Dialogues : Pierre Laroche
- Décors : Robert-Jules Garnier et Vladimir Meingard
- Costumes : Georges Annenkov
- Photographie : Raymond Agnel
- Son : Buckholzer
- Montage : Monique Lacombe
- Musique : Jacques Ibert
- Production : André Hugon (Les Films André Hugon)
- Pays de production :  France
- Format : Noir et blanc - 35 mm - 1,37:1 - Mono
- Genre : Film dramatique
- Durée : 105 minutes
- Date de sortie : France - 4 septembre 1945
- Affiche : Jacques Bonneaud, René Péron (France)

## Distribution
Source : BiFi.fr
- Jacques Dumesnil : le prince Stéphane/le Père Serge
- Mila Parély : la baronne Vera Kourianev
- Ariane Borg : la comtesse Maria Korotkova
- Marcel Herrand : le tsar Nicolas 1er
- Louis Salou : le comte Kedrov
- Armand Bernard
- Jacques Bernier
- Marcel Carpentier
- Jérôme Goulven
- Marcelle Hainia
- Madeleine Lambert : la comtesse Kedrov
- Pierre Magnier
- Arlette Marchal : la tsarine
- Germaine Michel
- Nicole Regnault
- Marcel Rouzé
- Jacques Vallauris
- Georges Vitsoris

## Autour du film
« L'interprétation est dominée par deux transfuges des Enfants du paradis : Louis Salou, en nobliau arriviste sacrifiant cyniquement sa belle-fille à ses intérêts personnels, et Marcel Herrand, qui campe un Nicolas Ier aussi à l'aise lorsqu'il préside une tablée de courtisans en goguette que devant sa collection de soldats de plomb. Mila Parély (la comtesse Véra Kourianova) fait, comme on le lui susurre, « délicieusement russe » et incarne à la perfection le goût du péché (non consommé). Quant au couple Jacques Dumesnil-Ariane Borg, il traduit assez bien les affres d’un amour désespéré […] ».